# Young Byrd
Young Byrd è un doppio album raccolta di Donald Byrd con Pepper Adams e Gigi Gryce, pubblicato dalla Milestone Records nel 1977. Il primo disco contiene la registrazione (dal vivo) del Donald Byrd/Pepper Adams Quintet al The Five Spot, il secondo disco delle incisioni della Donald Byrd/Gigi Gryce Jazz Lab Quintet.

## Tracce
Lato A
1. 'Tis – 6:03 (Thad Jones) – Registrato dal vivo il 15 aprile 1958 al Five Spot Cafe di New York City
2. You're My Thrill – 5:05 (Sidney Clare, Jay Gorney) – Registrato dal vivo il 15 aprile 1958 al Five Spot Cafe di New York City
3. The Long Two/Four – 10:42 (Donald Byrd) – Registrato dal vivo il 15 aprile 1958 al Five Spot Cafe di New York City

Lato B
1. Hastings Street Bounce – 11:23 (Brano tradizionale, arrangiamento di Pepper Adams) – Registrato dal vivo il 15 aprile 1958 al Five Spot Cafe di New York City
2. Youma – 7:00 (Donald Byrd) – Registrato dal vivo il 15 aprile 1958 al Five Spot Cafe di New York City

Lato C
1. Love for Sale – 7:56 (Cole Porter) – Registrato il 27 febbraio 1957 al Reeves Sound Studios di New York City
2. Geraldine – 5:32 (Wade Legge) – Registrato il 27 febbraio 1957 al Reeves Sound Studios di New York City
3. Minority – 6:24 (Gigi Gryce) – Registrato il 27 febbraio 1957 al Reeves Sound Studios di New York City

Lato D
1. Zing! Went the Strings of My Heart – 6:11 (James F. Hanley) – Registrato il 7 marzo 1957 al Reeves Sound Studios di New York City
2. Wake Up! – 4:31 (Lee Sears) – Registrato il 7 marzo 1957 al Reeves Sound Studios di New York City
3. Straight Ahead – 9:30 (Lee Sears) – Registrato il 7 marzo 1957 al Reeves Sound Studios di New York City

## Musicisti
lato A e lato B
- Donald Byrd - tromba (tranne in You're My Thrill)
- Pepper Adams - sassofono baritono
- Bobby Timmons - pianoforte
- Doug Watkins - contrabbasso
- Elvin Jones - batteria[2]

lato C e lato D
- Donald Byrd - tromba
- Gigi Gryce - sassofono alto
- Wade Legge - pianoforte
- Wendell Marshall - contrabbasso
- Art Taylor - batteria[3][4]